# Jal'čikskij rajon
Lo Jal'čikskij rajon (in russo Яльчикский район?; in lingua ciuvascia: Елчĕк районĕ) è un rajon della Repubblica Ciuvascia, nella Russia europea; il capoluogo è il villaggio di Jal'čiki. Istituito il 5 settembre 1927, ricopre una superficie di 567,2 chilometri quadrati e ospita una popolazione di 15 793 abitanti. Il rajon è suddiviso in 9 insediamenti rurali.